# المحظوظ (فلم)
المحظوظ (بالإنجليزية: The Lucky One) فيلم أمريكي إصدار عام 2012.
الفيلم بتقييم 5.8 في IMDb ومن بطولة Zac Efron.

## القصة
قصة الفيلم عن شاب من المارينز يسافر ليبحث عن امرأة مجهولة
يعتقد أنها جلبت له الحظ السعيد أثناء تأدية خدمته بالعراق.

## فريق العمل
- Zac Efron بدور Logan
- Taylor Schilling بدور Beth
- Blythe Danner بدور Ellie
- Jay R. Ferguson بدور Keith Clayton

## وصلات خارجية
- مقالات تستعمل روابط فنية بلا صلة مع ويكي بيانات

- أفلام اون لاين
- فيلم The Lucky One | أفلام اون لاين
- بيانات فيلم The Lucky One من قاعدة بيانات الأفلام IMDb